# Gedenkstätte Heldenberg

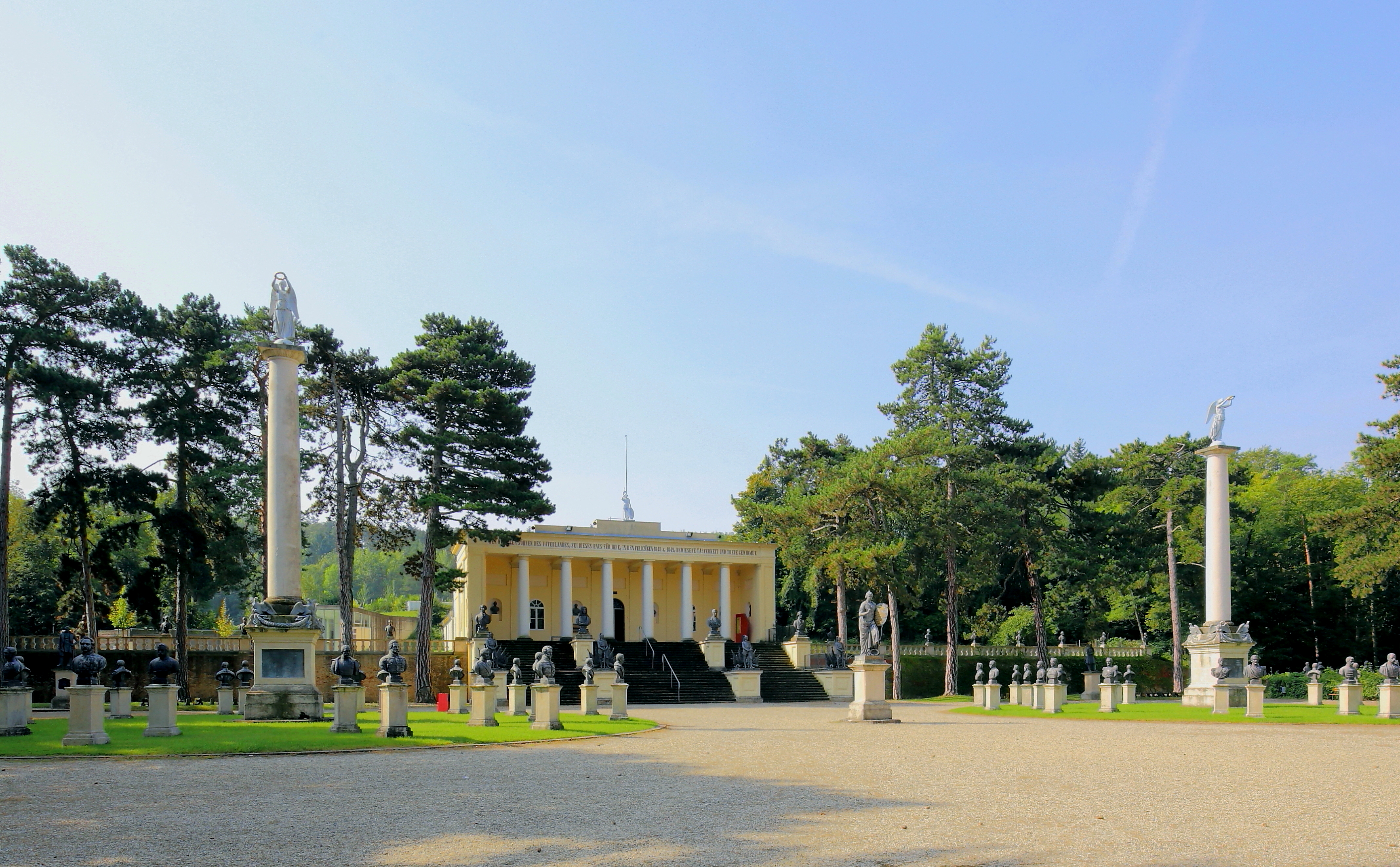
Säulenhalle und die zwei Siegessäulen der Gedenkstätte

Die Gedenkstätte Heldenberg in Niederösterreich beheimatet Standbilder und Büsten von österreichischen Herrschern und Angehörigen des Militärs. Sie wurde 1849 von Joseph Pargfrieder in seinem Schlosspark bei Kleinwetzdorf (Gemeinde Heldenberg) errichtet.

## Geschichte
Joseph Gottfried Pargfrieder wurde durch Lieferung von Lebensmitteln, Schuhen und Stoffen an die Armee reich. 1832 kaufte er das Schloss Wetzdorf. Nach dem Sieg Feldmarschall Radetzkys bei Custozza und der Niederschlagung der Aufstände in Ungarn ließ Pargfrieder nach dem Vorbild der Walhalla in seinem Schlosspark insgesamt 169 Standbilder und Zinkbüsten von Generälen, Heerführern, Soldaten und österreichischen Herrschern von Rudolf I. bis Kaiser Franz Joseph aufstellen.
Auf dem Gelände wurde auch ein Wohnheim für Militärinvalide (ein Offizier und zwölf Soldaten) mitsamt einer eigenen Gruft, der sogenannten Löwengruft, errichtet. Die Besatzung wäre als Ehrenwache für den Heldenberg gedacht gewesen; jedoch kam es nie dazu.

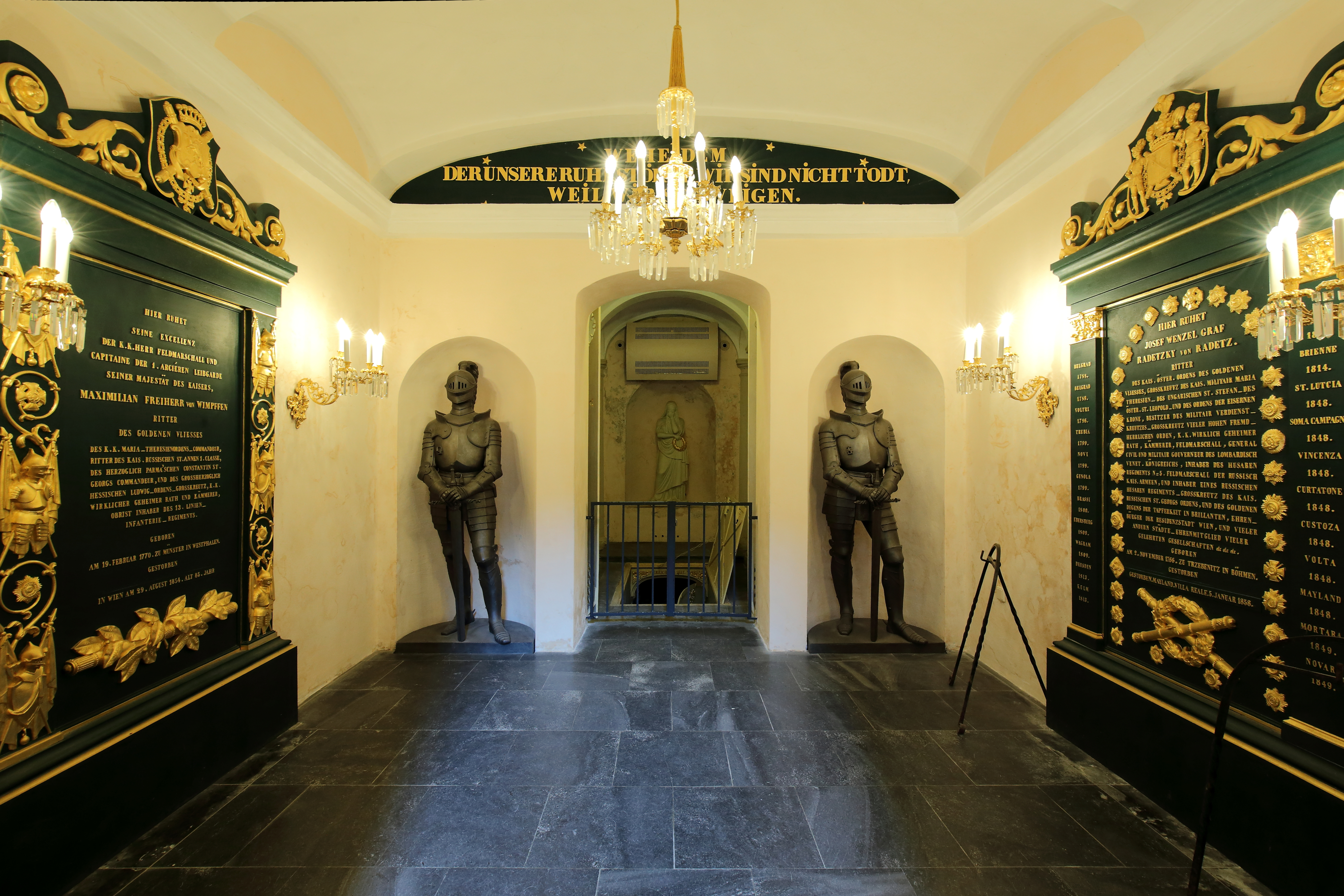
Die Gruft unter dem Obelisken: Ruhestätte von Radetzky, Maximilian von Wimpffen und Joseph Pargfrieder

Da Pargfrieder die Schulden von Feldmarschall Maximilian Freiherr von Wimpffen († 1854) und Feldmarschall Radetzky († 1858) bezahlte, ließen sie sich in der Gruft am Heldenberg bestatten, wo auch Pargfrieder (sitzend!) begraben ist.
Das Volk dichtete dazu folgenden Spottvers:
Hier ruhen drei Helden in ewiger Ruh,
zwei lieferten Schlachten, der dritte die Schuh.
Der Spottvers zielte auf die Tatsache ab, dass Pargfrieder als Armeelieferant eben auch Schuhe lieferte.
Pargfrieder, der im Jahr 1858 die Gedenkstätte dem Kaiser schenkte, wurde später in den österreichischen Ritterstand erhoben und erhielt das Prädikat „Ritter von“. Außerdem war er Inhaber des Ritterkreuzes des Franz-Joseph-Ordens.
Der Heldenberg wurde 1908 vom Kaiser an die Armee übergeben und kam 1918 in den Besitz der Republik Österreich.
2005 war die Gedenkstätte Teil der Niederösterreichischen Landesausstellung unter dem Thema Lauter Helden.

## Denkmäler
Sie wurden im damals verbreitet für Plastiken verwendeten Zinkguss – genauer einer Zinklegierung mit geringen Anteilen an Kupfer und Aluminium – hergestellt, nur vier Statuen sind aus Eisenguss, einem vergleichsweise aufwändigeren Verfahren.
Die ausführenden Künstler waren Anton Dietrich, Johann Baptist Feßler und Adam Rammelmayer.
Der Guss erfolgte in der Salm’schen und Mohrenberg’schen Gießerei in Blansko (Mähren). Ursprünglich hatten die Büsten eine hellgefärbte Oberfläche. Die heutige, schwarze Oberfläche wurde vermutlich erst 1936 im Zuge einer „Restaurierung“ aufgetragen.

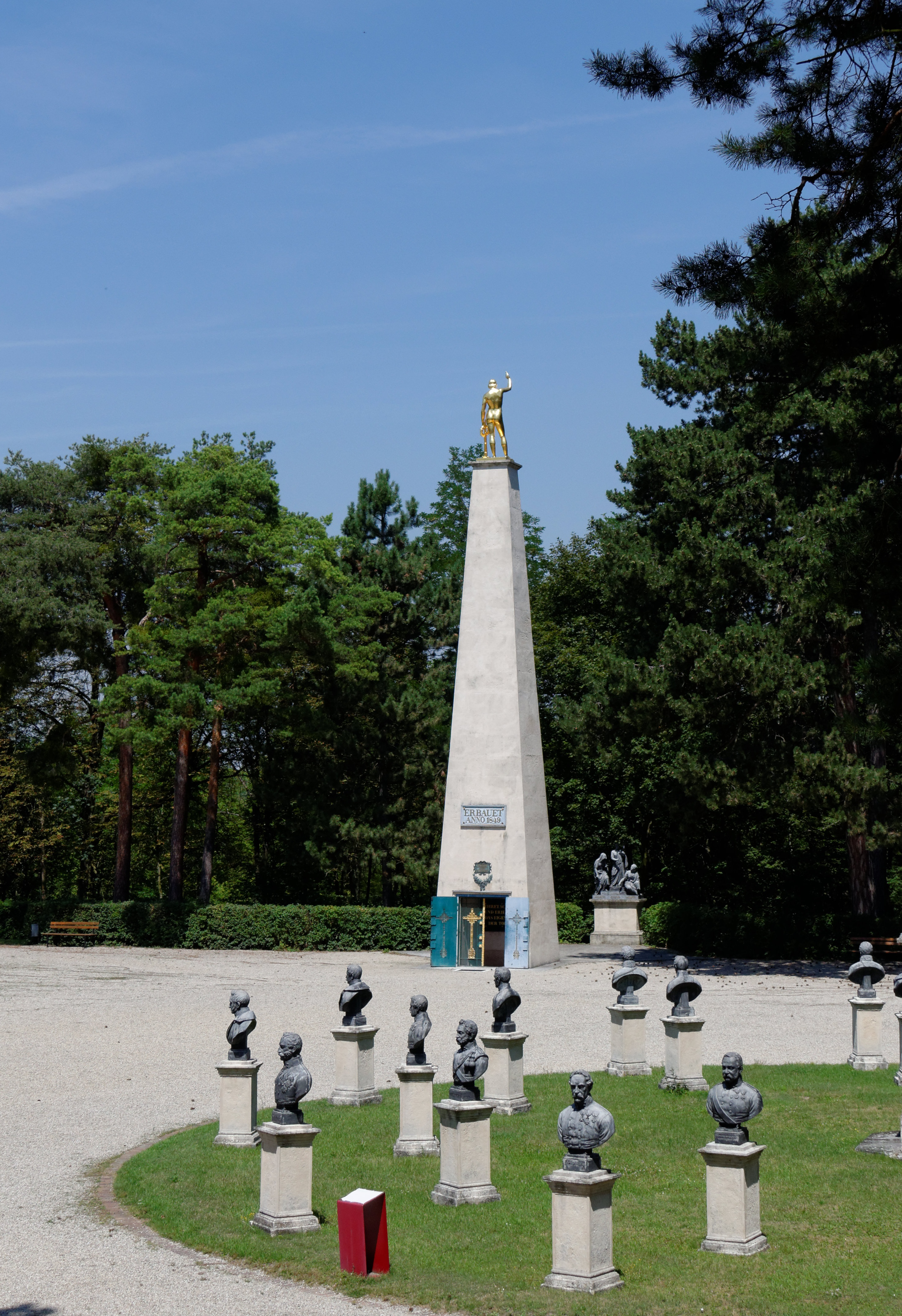
Der Obelisk mit dem Eingang zur Gruft, rechts dahinter die Gruppe der drei Parzen

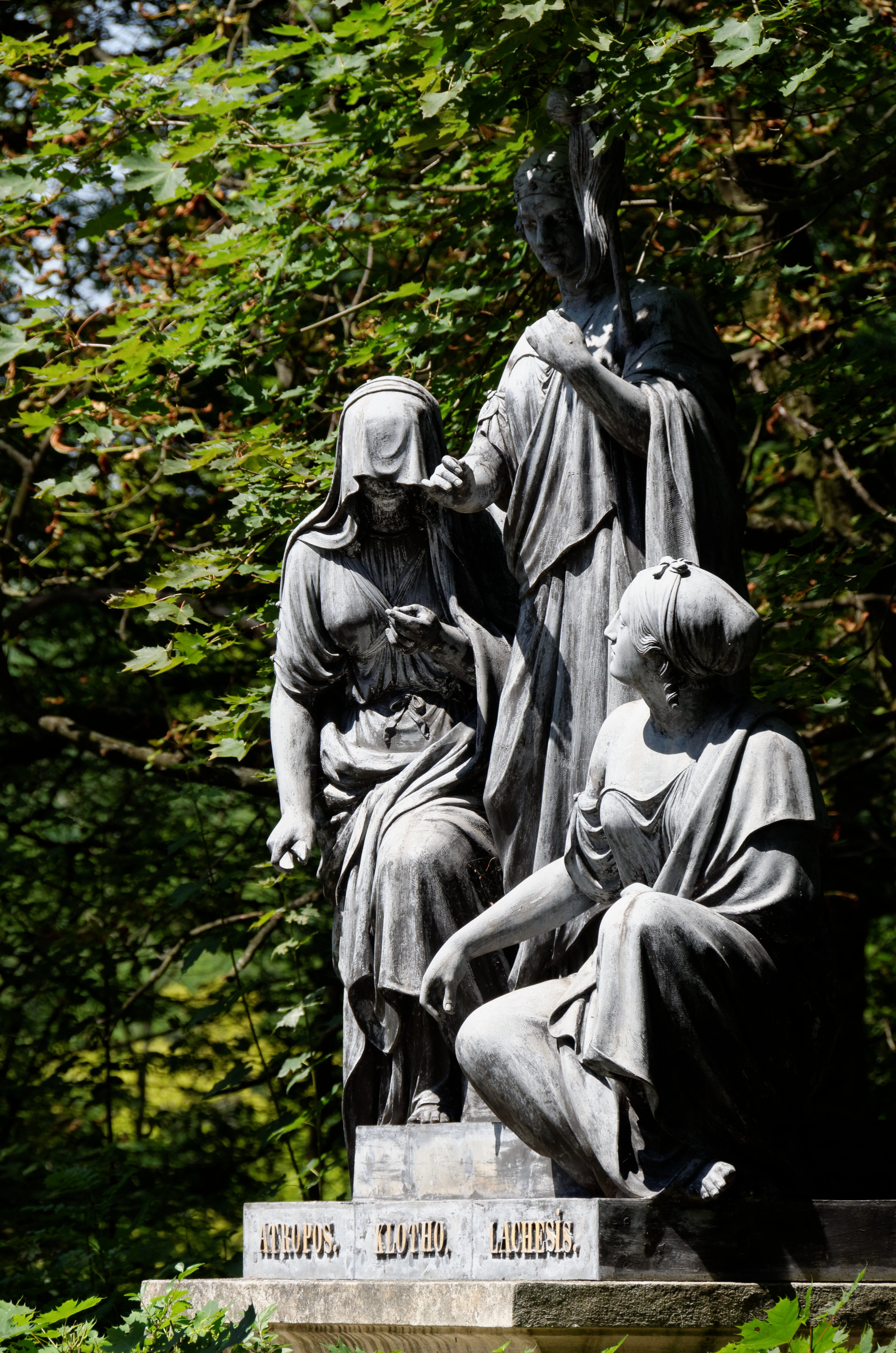
Die Gruppe der drei Parzen

| Übersichtsplan | Übersichtsplan                                                   | Übersichtsplan                                                              |
| -------------- | ---------------------------------------------------------------- | --------------------------------------------------------------------------- |
|                | A -                                                              | Grabstätte von Feldzeugmeister Konstantin Freiherr d’Aspre (* 1789; † 1850) |
| B -            | Balustrade mit 16 Büsten von Feldmarschällen                     |                                                                             |
| C -            | Kaiserallee mit 22 Büsten                                        |                                                                             |
| D -            | Büsten von O’Donnell und Ettenreich (Lebensretter Franz Josephs) |                                                                             |
| F -            | Standbild von Kaiser Franz Joseph                                |                                                                             |
| G -            | Obelisk und Gruft                                                |                                                                             |
| H -            | Heldenallee mit 44 Büsten                                        |                                                                             |
| I -            | Siegessäule mit 24 Büsten von Teilnehmern am Italienfeldzug      |                                                                             |
| K -            | Kliostatue                                                       |                                                                             |
| L -            | Standbild von Graf Lamberg                                       |                                                                             |
| LG -           | Löwengruft mit einem Löwen in Zinkguss                           |                                                                             |
| P -            | Gruppe der drei Parzen Klotho, Lachesis und Atropos              |                                                                             |
| R -            | Standbild von Feldmarschall Radetzky                             |                                                                             |
| U -            | Siegessäule mit 24 Büsten von Teilnehmern des Ungarnfeldzuges    |                                                                             |
| W -            | Standbild von Feldmarschall Wimpffen                             |                                                                             |
| X -            | neugotisches Kruzifix in Eisenguss                               |                                                                             |

### Säulenhalle

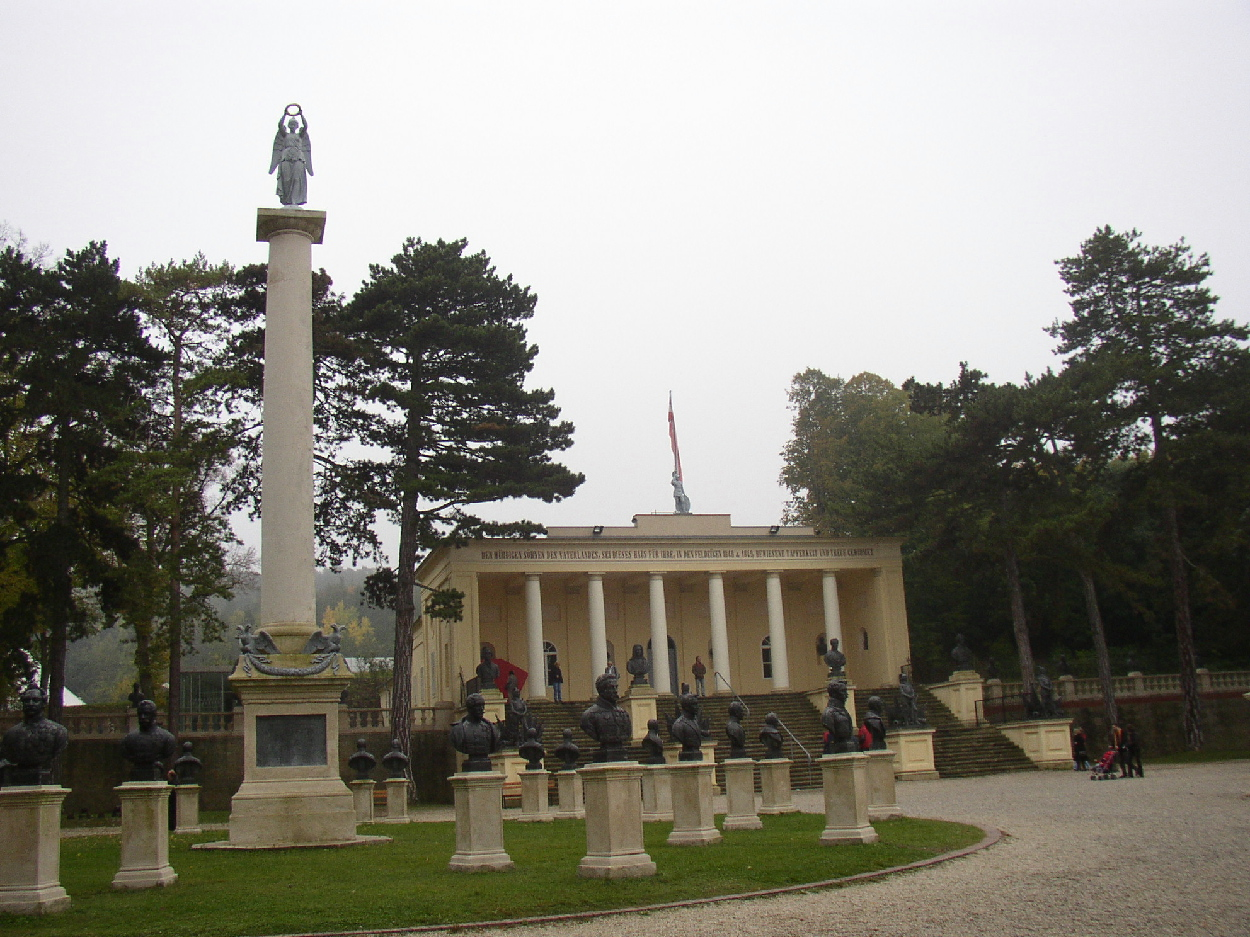
Säulenhalle und Siegessäule des Italienfeldzuges

- Standbilder von vier Rittern mit geschlossenem Visier auf den Stufen
- Büsten der Feldherren auf den Stufen

1. Leopold Joseph Graf Daun (1705–1766)
2. Prinz Eugen von Savoyen (1663–1736)
3. Erzherzog Carl Ludwig (1771–1847)
4. Gideon Ernst Freiherr von Laudon (1717–1790)

- Büsten der Festungskommandanten 1848–1849 in der Vorhalle

1. Generalmajor Heinrich Hentzi von Arthurm (1785–1849)
2. Oberst Alois Allnoch von Edelstadt
3. Generalmajor Georg August von Auenfels
4. Feldzeugmeister Johann Freiherr Berger von der Pleisse (1768–1864)
5. Feldmarschallleutnant Josef Freiherr von Rath
6. Feldzeugmeister Georg Freiherr von Rukavina (1777–1849)

### Balustraden neben der Säulenhalle
- Büsten der Marschälle links

1. Laval Graf Nugent von Westmeath (1777–1862)
2. Heinrich Graf Bellegarde (1756–1845)
3. Johann Josef Fürst Liechtenstein (1760–1836)
4. Karl Fürst Schwarzenberg (1771–1820)
5. Friedrich Josias Prinz von Coburg-Saalfeld (1737–1815)
6. Karl Joseph Fürst von Ligne (1735–1814)
7. Erzherzog Ferdinand d’Este (1781–1850)
8. Erzherzog Johann (1782–1859)

- Standbild vor der Balustrade links
  - Johann Josef Wenzel Graf Radetzky von Radetz (1766–1858)

- Büsten der Marschälle rechts

1. Josef Alvinczi Freiherr von Berberek (1735–1810)
2. Josef Graf Colloredo-Mels und Wallsee (1735–1818)
3. Johann Karl Graf Kolowrat-Krakowsky (1748–1816)
4. Carl Graf Clerfayt de Croix (1733–1798)
5. Josef Graf Ferraris (1726–1814)
6. Andreas Graf Hadik von Futak (1711–1790)
7. Josef Franz Moritz Graf Lacy (1725–1801)
8. Dagobert Sigismund Graf Wurmser (1724–1797)

- Standbild vor der Balustrade rechts
  - Maximilian Freiherr von Wimpffen, Feldmarschallleutnant (1770–1854)

### Siegesdenkmäler
Vor jeder der beiden Balustraden stehen jeweils eine Siegessäule mit Göttin Victoria an der Spitze und Büsten von ausgezeichneten Offizieren und Soldaten. Vor der linken Balustrade von Teilnehmern am Italienfeldzug (1848/49), vor der rechten von Teilnehmern am Ungarnfeldzug 1848–1849. Die jeweils 24 Büsten sind in zwei konzentrischen Kreisen angeordnet, wobei innen jene von Trägern der Goldenen Tapferkeitsmedaille, außen jene mit Mitgliedschaft beim Militär-Maria-Theresia-Orden situiert sind.

#### Büsten der Persönlichkeiten des Italienfeldzugs 1848–1849

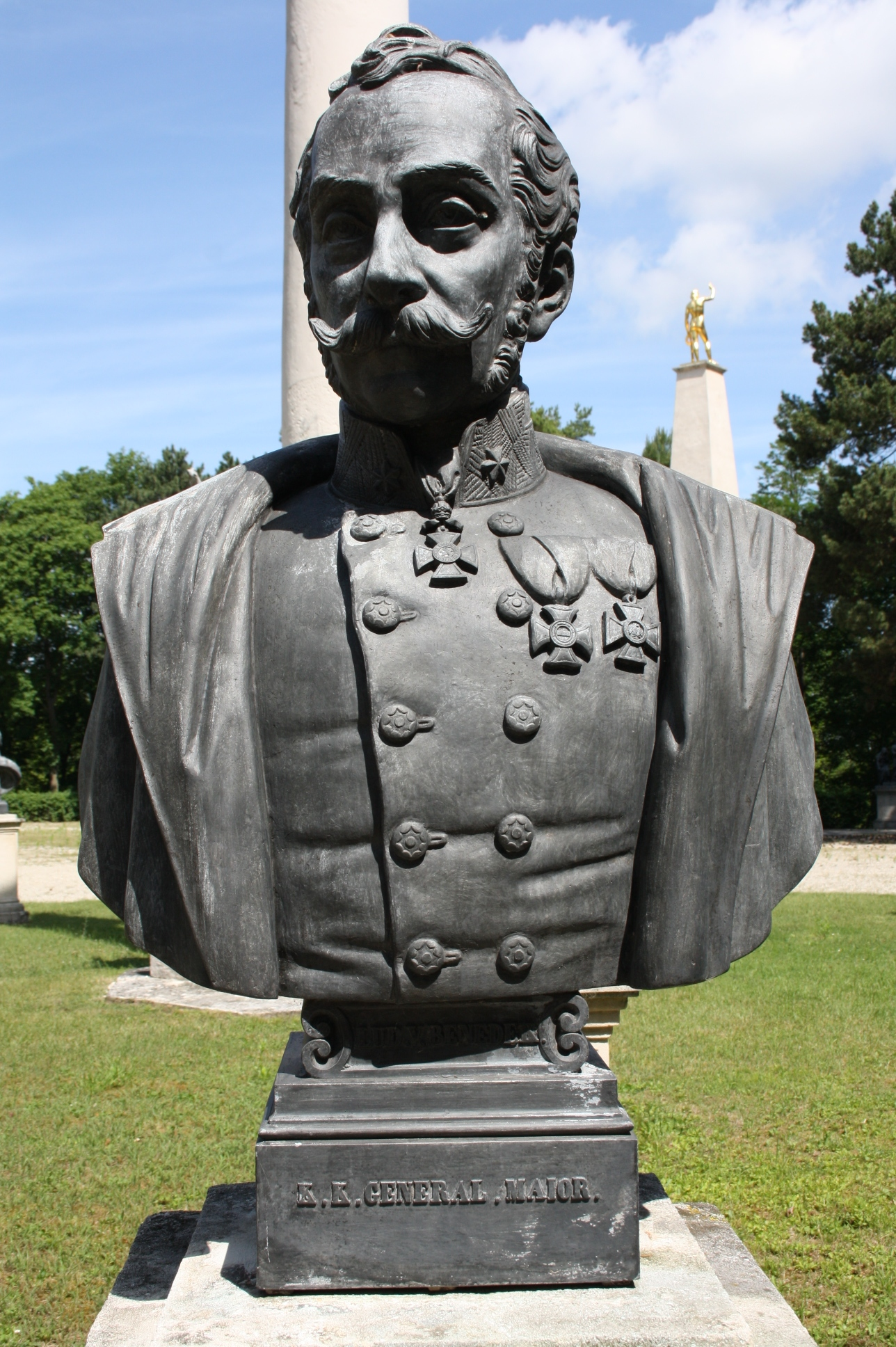
Büste von Feldmarschallleutnant Ludwig August Ritter von Benedek

1. Feldmarschallleutnant Ludwig August Ritter von Benedek (1804–1881)
2. Unterjäger Josef Rammer
3. Feldkaplan J. Turinsky
4. Soldat Johann Watzatta
5. Feldmarschallleutnant August Graf von Degenfeld (1798–1876)
6. Feldwebel Johann Josef Fuchs
7. Feldmarschallleutnant Franz Graf von Wimpffen (1797–1870)
8. Oberjäger Matthias Grießmayer († 1894)
9. Oberst Karl von Kopal (1788–1848)
10. Feuerwerker F. Fickerment
11. Hauptmann Joseph J. Freiherr del Monte Berico Jablonski († 1876)
12. Gefreiter Anton Mrazek
13. Generalmajor Friedrich von und zu Liechtenstein (1807–1885)
14. Feldwebel Josef Wagner
15. General Karl Ritter Gorczkowski von Gorczkow (1778–1858)
16. Feldmarschallleutnant Karl Ritter von Schönhals (1788–1857)
17. Feldmarschallleutnant Eugen Graf Wratislaw
18. Oberstabsarzt Dr. Josef Ritter von Wurzian (1806–1858)
19. Ministerpräsident Felix Fürst zu Schwarzenberg (1800–1852)
20. Oberfeuerwerker Eduard Reisinger
21. Feldmarschallleutnant Julius Cäsar von Strassoldo (1791–1855)
22. Feldwebel Eduard Zuber Edler von Sommacampagna (* 1828)
23. Feldmarschallleutnant Edmund Fürst zu Schwarzenberg (1803–1873)
24. Feldwebel Johann Denkel

#### Büsten der Persönlichkeiten des Ungarnfeldzugs 1848–1849

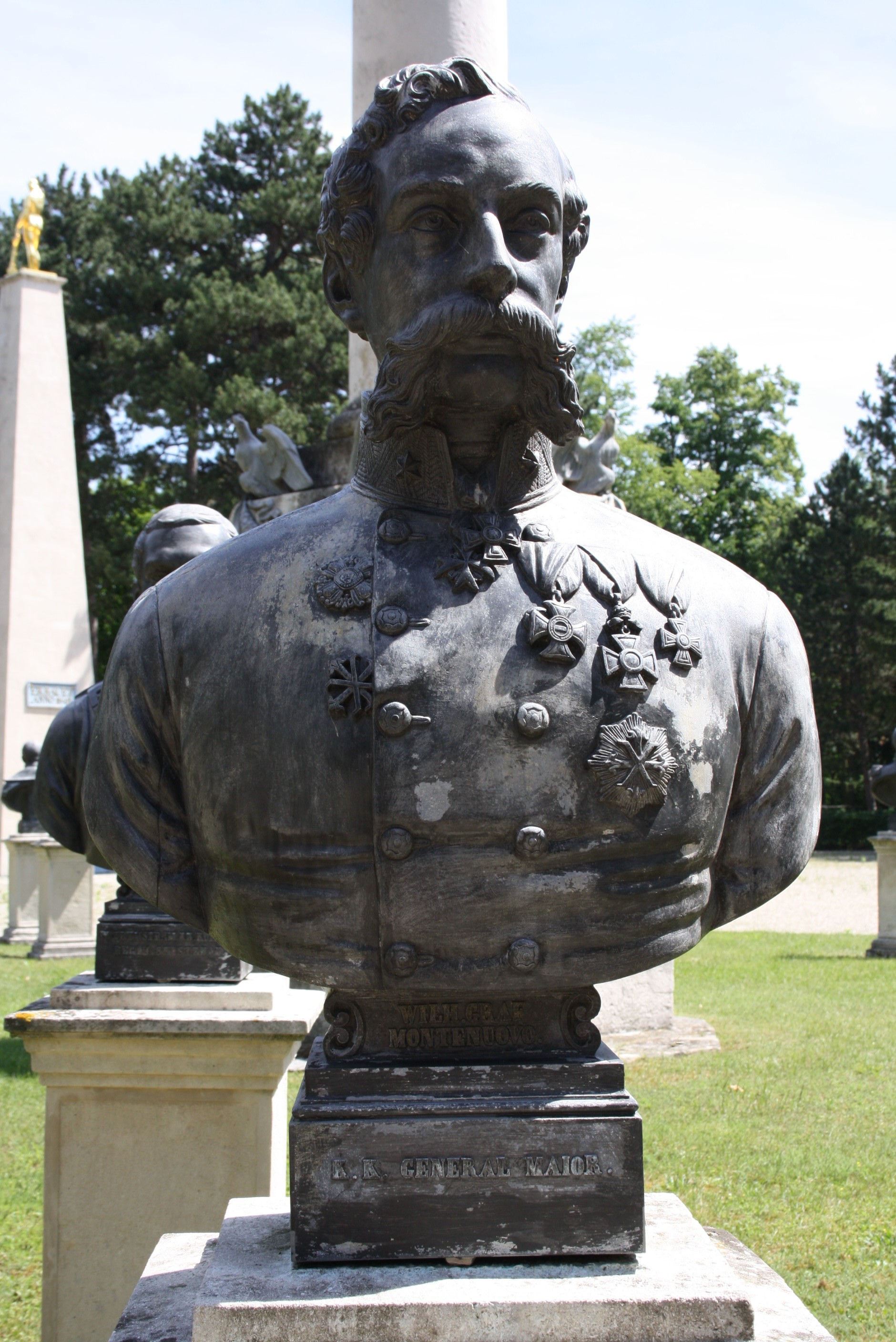
Büste von Generalmajor Wilhelm Albrecht Fürst von Montenuovo

1. Generalmajor Wilhelm Albrecht Fürst von Montenuovo (1821–1895)
2. Wachtmeister Michael Reichsburg-Stumpf
3. Feldmarschallleutnant Balthasar Freiherr von Simunich
4. Kanonier Ignaz Krafzik
5. Feldmarschallleutnant Franz de Paula von und zu Liechtenstein (1802–1887)
6. Korporal Turibus Siatecki
7. Generalmajor Ludwig Freiherr von Wohlgemuth (1788–1851)
8. Soldat Andreas Hallasz
9. Feldmarschallleutnant Ferdinand Freiherr Mayerhofer von Grünbühl (1798–1869)
10. Korporal Johann Geuger
11. Oberst Sigismund Freiherr von Reischach (1809–1878)
12. Soldat Ferdinand Scheder
13. Generalleutnant Feodor Sergejewitsch Panjutin
14. Generalleutnant Alexander von Lüders
15. Generalleutnant Magnus Johann von Grotenhjelm
16. Großfürst Constantin von Russland (1827–1892)
17. Generalmajor Karl Freiherr von Zeisberg
18. Korporal Martin Kuschlan
19. General Stephan Knicanin
20. Kaplan Justin Grubich
21. General Franz Freiherr von Ottinger
22. Wachtmeister Johann Deim
23. General Franz Ritter von Hauslab (1798–1883) Kartograf
24. Feldwebel Georg Schmidhofer

### Helden-Allee
1. Georg von Frundsberg (1473–1528)

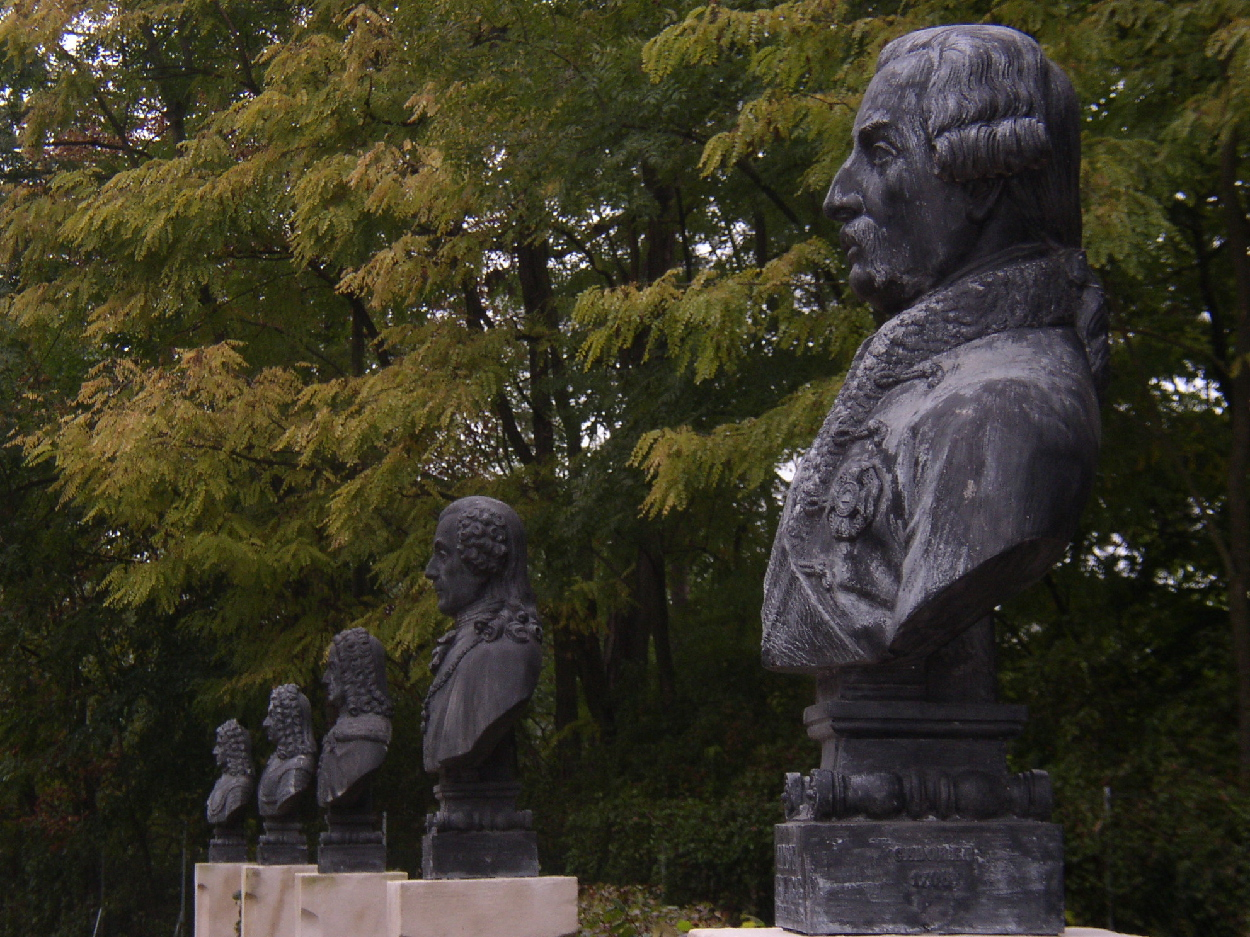
Helden-Allee

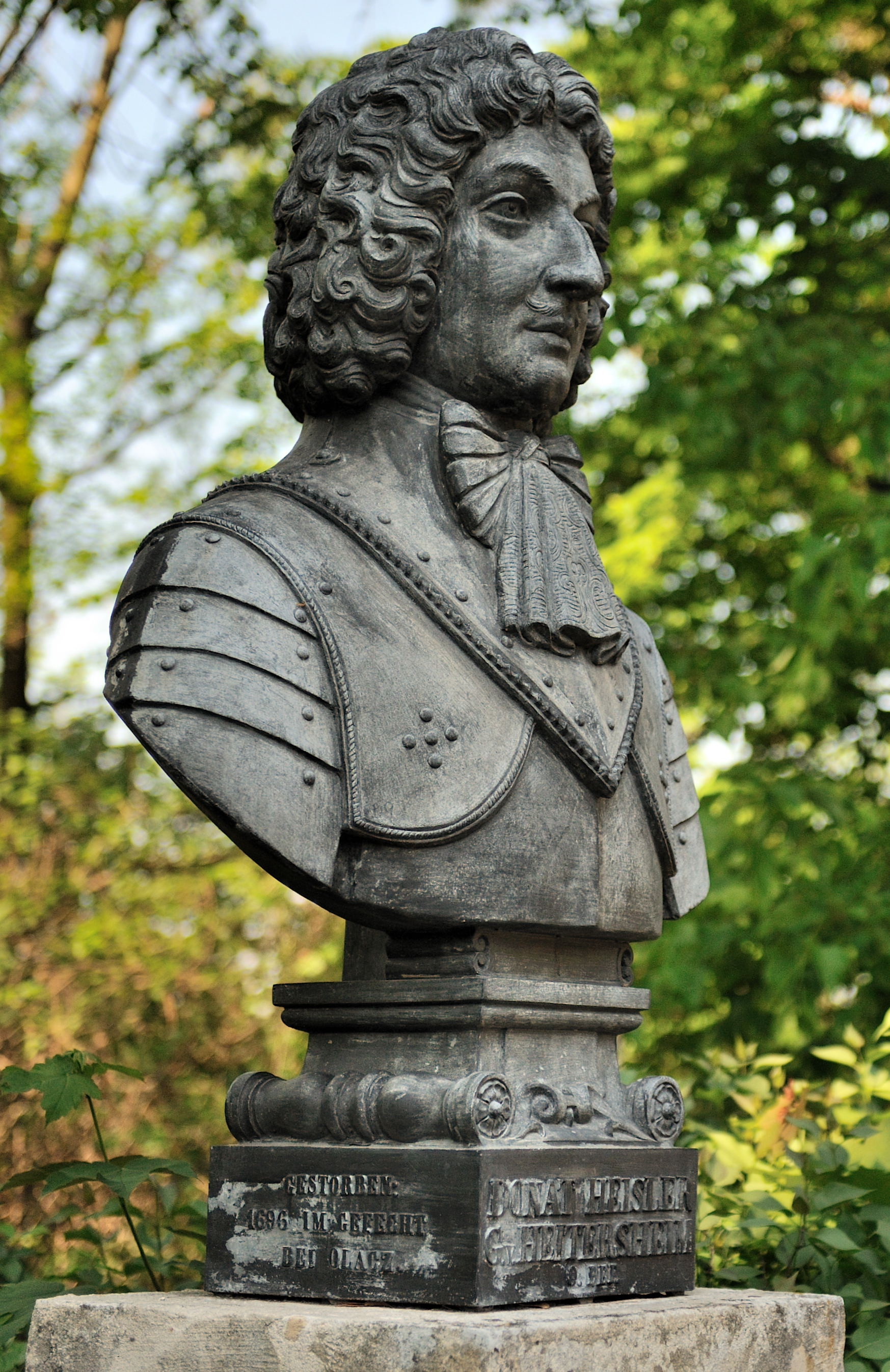
Büste des Grafen Johann Donat Heissler von Heitersheim

2. Philipp der Streitbare, Pfalzgraf bei Rhein (1503–1548)
3. Nikolaus Graf Zrinyi (1508–1566)
4. Wilhelm Freiherr von Roggendorf (1481–1541)
5. Ferdinand II. von Tirol, Erzherzog von Österreich (1529–1595)
6. Johann von Auer Ferenberger (1511–1584)
7. Nikolaus II. Graf Pálffy (1587–1600)
8. Melchior Freiherr von Friedland Redern-Melch (1555–1600)
9. Henri Duval Graf von Dampierre (1580–1620)
10. Adolf von Schwarzenberg (1551–1600)
11. Gottfried Heinrich Graf zu Pappenheim (1594–1632)
12. Thomas Graf Erdödy (1558–1624)
13. Henrik Graf Holck (1599–1633)
14. Johann Tserclaes Graf von Tilly (1559–1632)
15. Albrecht Wenzel Eusebius von Waldstein (Wallenstein, 1583–1634)
16. Johann Graf von Aldringen (1588–1634)
17. Phillipp Friedrich Freiherr von Breuner (1601–1638)
18. Nikolaus Graf Esterházy (1583–1645)
19. Wolfgang Graf Mannsfeld (1575–1638)
20. Matthias Gallas, Graf von Campo (1588–1647)
21. Johann Kaspar von Stadion (1567–1641)
22. Ottavio Piccolomini (1599–1656)
23. Raimund Graf Montecuccoli (1609–1680)
24. Rudolf Graf Rabatta (1636–1688)
25. Ludwig Raduit Graf de Souches (1608–1682)
26. Karl V. Herzog von Lothringen (1643–1690)
27. Johann Graf Sporck (1601–1679)
28. Friedrich Graf Veterani (1650–1695)
29. Friedrich Sigmund Graf Scerfenberg († 1688)
30. Donat Johann Heißler von Heitersheim (1648–1696)
31. Siegmund Joachim Graf von Trautmannsdorf († 1706)
32. Ernst Rüdiger Graf von Starhemberg (1638–1701)
33. Ludwig Wilhelm, Markgraf von Baden (1655–1707)
34. Johann Ludwig Graf von Bussy-Rabutin (1642–1717)
35. Sigbert Graf Heister (1646–1718)
36. Nikolaus Graf Pálffy von Erdöd (1657–1732)
37. Claudius Florimund Graf Mercy (1666–1734)
38. Guido Graf Starhemberg (1657–1737)
39. Karl Alexander, Herzog von Württemberg (1684–1737)
40. Johann Graf Pálffy von Erdöd (1664–1751)
41. Otto Ferdinand Graf von Abensperg und Traun (1677–1748)
42. Joseph Wenzel, Fürst von Liechtenstein (1696–1772)
43. Ludwig Andreas Graf Khevenhüller (1683–1744)
44. Franz Leopold Graf von Nádasdy (1708–1783)

### Kaiser-Allee

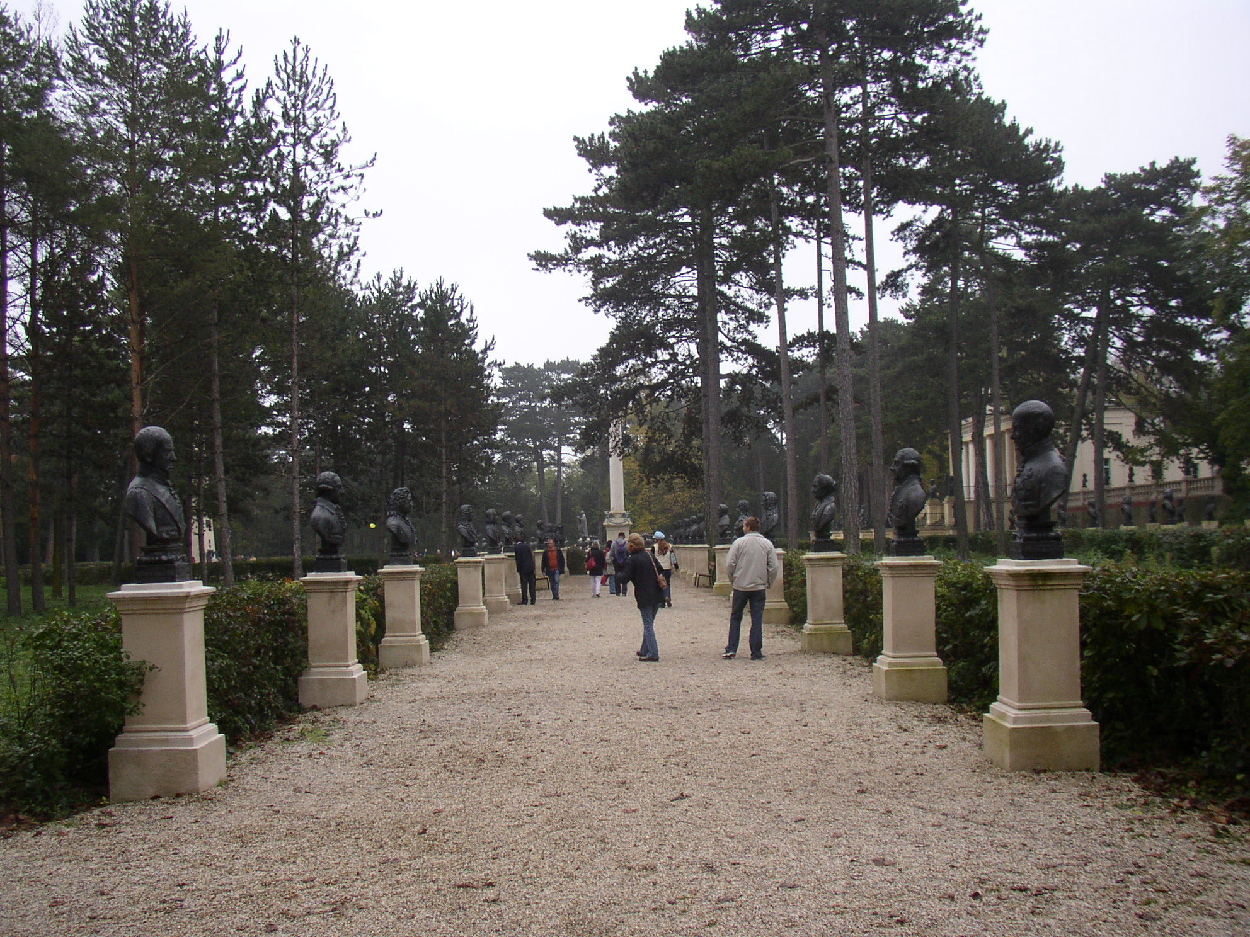
Kaiser-Allee

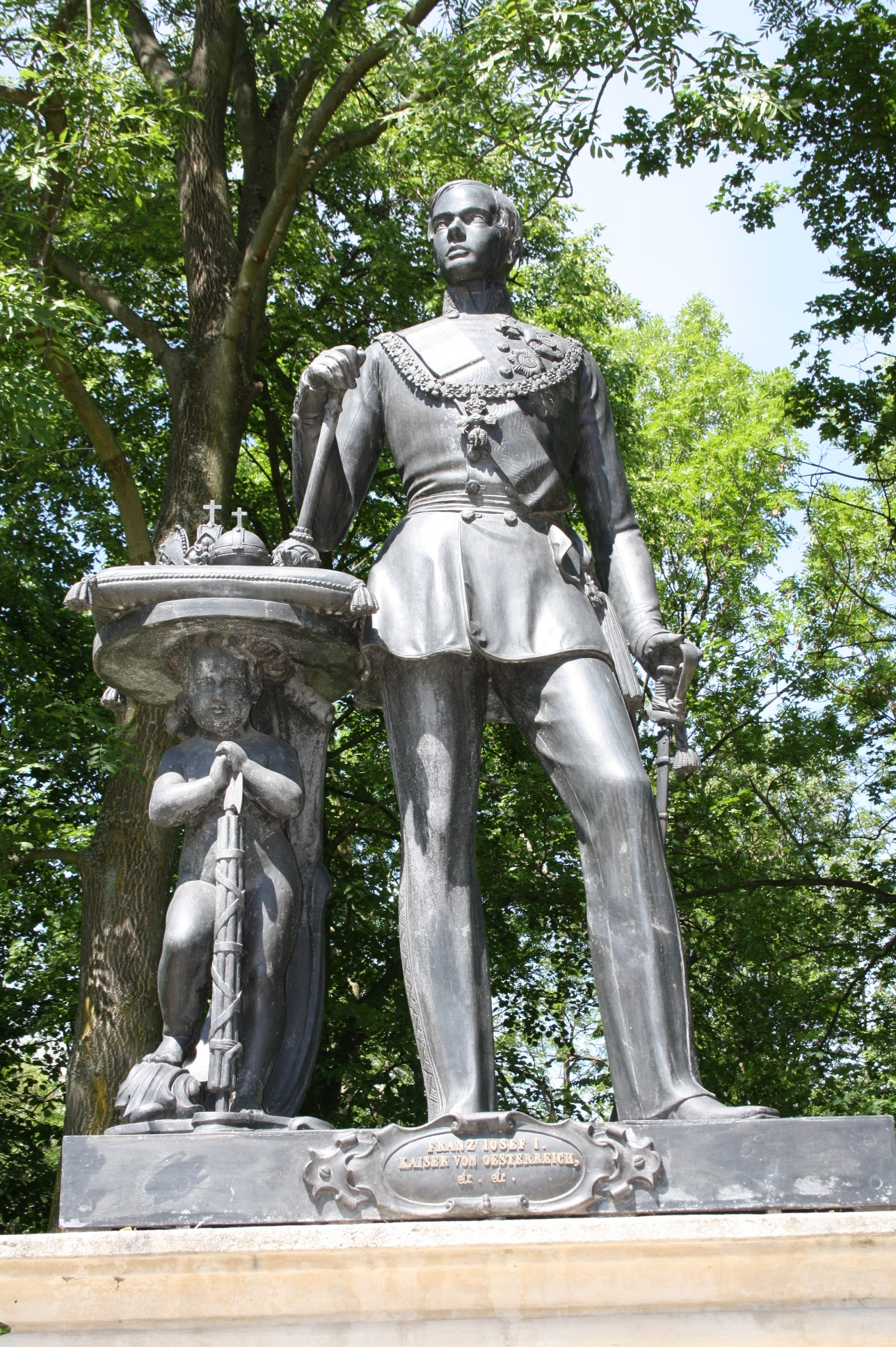
Statue Kaiser Franz Joseph I.

- Büsten zu beiden Seiten der Allee

1. Rudolf I. (1218–1291)
2. Albrecht I. (1255–1308)
3. Friedrich I. der Schöne (1289–1330)
4. Albrecht II. (1397–1439)
5. Friedrich III. (1415–1493)
6. Maximilian I. (1459–1519)
7. Karl V. (1500–1558)
8. Ferdinand I. (1503–1564)
9. Maximilian II. (1527–1576)
10. Rudolf II. (1552–1612)
11. Matthias (1557–1619)
12. Ferdinand II. (1578–1637)
13. Ferdinand III. (1608–1657)
14. Leopold I. (1640–1705)
15. Joseph I. (1678–1711)
16. Karl VI. (1685–1740)
17. Franz I. (1708–1765)
18. Maria Theresia (1717–1780)
19. Joseph II. (1741–1790)
20. Leopold II. (1747–1792)
21. Franz II. (1768–1835)
22. Ferdinand I. (1793–1875)

- Standbild am Ende der Kaiserallee
  - Kaiser Franz Joseph I. (1830–1916)

### Weg zur Löwengruft
1. Büste von Oberst Maximilian Graf O’Donnell
2. Büste von Josef Ettenreich
3. Standbild von General Franz Philipp Graf von Lamberg (1791–1848)